# Quinta Ana Mari
La Quinta Ana Mari es un edificio residencial de estilo regionalista situado en el sur de la ciudad de Valladolid, España. Fue construido en 1932 como villa de recreo y actualmente alberga dependencias municipales y una sede de la Cámara de Comercio.

## Entorno
La Quinta Ana Mari se encuentra en la carretera de Rueda, al sur de Valladolid, una zona que a principios del siglo XX fue lugar de expansión residencial para clases acomodadas. En sus inmediaciones se hallan el antiguo Matadero Municipal, la Plaza de Toros y la ribera del río Pisuerga.

## Historia

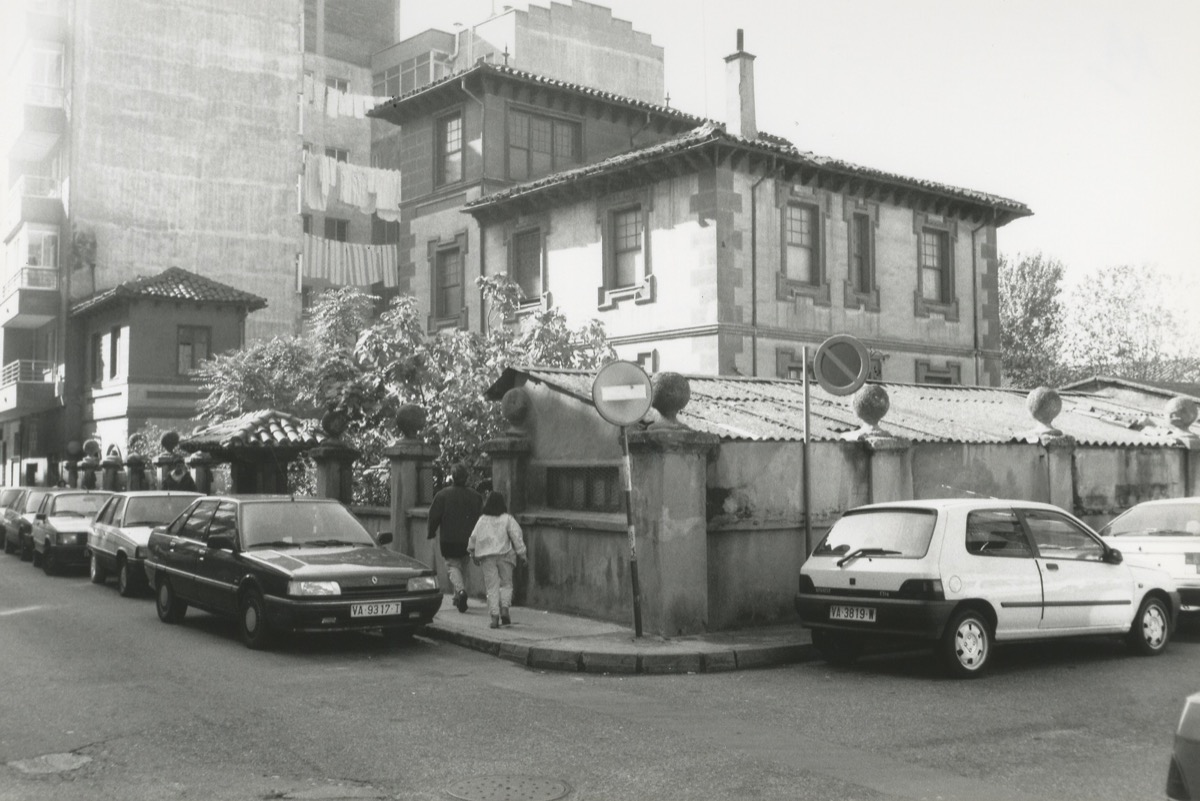
La Quinta Ana Mari antes de su restauración (años 1990).

El edificio fue promovido en 1932 por el comerciante vallisoletano Miguel Boj Esteban como villa de recreo en una zona entonces periférica de la ciudad, caracterizada por la presencia de huertas y casas de campo. Posteriormente fue adquirido por un militar que bautizó la finca como «Ana Mari» en homenaje a su madre.
Durante décadas conservó su función residencial hasta que, en 1996, fue rehabilitado por el Ayuntamiento de Valladolid para albergar un cuartel de la Policía Municipal, dentro del programa de policía de barrio. Tras una reforma más reciente, sujeta a condiciones de licencia, se ha destinado también a acoger oficinas municipales y una sede de la Cámara de Comercio.

## Arquitectura
La Quinta Ana Mari pertenece a la tipología de «hotel de recreo» en edificación aislada, con características propias del estilo regionalista castellano de principios del siglo XX.
El edificio principal consta de dos alturas, con un cuerpo lateral de tres plantas. Ambos volúmenes están coronados por cubiertas inclinadas de teja con pronunciados aleros de madera. Las fachadas están revocadas y destacan por el resalte de las esquinas y recercados. El acceso se realiza mediante un porche en esquina situado bajo el cuerpo más elevado, sobre el cual se proyecta un balcón volado en la planta primera.
En el interior se conservan elementos originales como una escalera de entrada, una puerta de roble tallada, revestimientos cerámicos sevillanos en las paredes y suelos con azulejos de procedencia marroquí. El conjunto incluye un pabellón lateral que en origen se destinaba a la servidumbre y a las cuadras.